# Alfred Eisenack
Alfred Eisenack (ur. 13 maja 1891 w Starym Polu w powiecie malborskim, zm. 19 kwietnia 1982 w Reutlingen) – niemiecki mikropaleontolog.

## Życiorys
Uczęszczał do szkoły w Elblągu, a studiował w Jenie i Królewcu. W czasie I wojny światowej dostał się do niewoli rosyjskiej i spędził sześć lat na Syberii. W 1922 poślubił Helenę Schulze z Jelonek. W latach 1925–1940 uczył chemii, biologii, geologii, mineralogii, fizyki i matematyki w szkole w Królewcu. W 1942 został mianowany docentem na Uniwersytecie w Królewcu. W 1945 dostał się do niewoli radzieckiej; drogę na Syberię pokonał pieszo i bez butów, które mu odebrano przy aresztowaniu. Z niewoli powrócił w 1949 i otrzymał nominację na profesora Uniwersytetu w Tybindze; w ciągu następnych 30 lat opublikował 125 prac naukowych. 

## Osiągnięcia naukowe
Najważniejszym osiągnięciem Eisenacka było opisanie Chitinozoa – nowej grupy mikroskamieniałości o istotnym znaczeniu stratygraficznym. Badaniu Chitinozoa poświęcił znaczną część życia. Rozprawa doktorska Eisenacka była poświęcona innej odkrytej przezeń grupie mikroskamieniałości – melanosklerytom. Badał również otwornice i akritarchy.

## Upamiętnienie
Na jego cześć nazwano gatunek bruzdnicy Polygonifera eisenackii Mehrotra & Sarjeant oraz rodzaj i gatunek graptolita Eisenackograptus eisenacki (Obut & Sobolevskaya, 1965).